# Nikon F4
Die Nikon F4 war die erste Profikamera von Nikon mit einem integrierten Autofokus-System und die zweite Profikamera von Nikon mit Autofokus nach der F3AF. Sie sollte bei ihrer Einführung 1988 die Nikon F3 ablösen (die jedoch aufgrund von Nachfrage bis ca. 2003 weiter gebaut worden ist). Die von dem italienischen Designer Giorgetto Giugiaro gestaltete F4 stellte einen größeren Fortschritt dar als die vorherigen Sprünge von der Nikon F zur F2 und zur F3, da sie außer Autofokus auch einen eingebauten Motorantrieb, einen deutlich schnelleren Verschluss und komplexe Belichtungsmessfunktionen aufwies. Der Verschluss baute auf einem Copal Square-Modell auf.

## Varianten

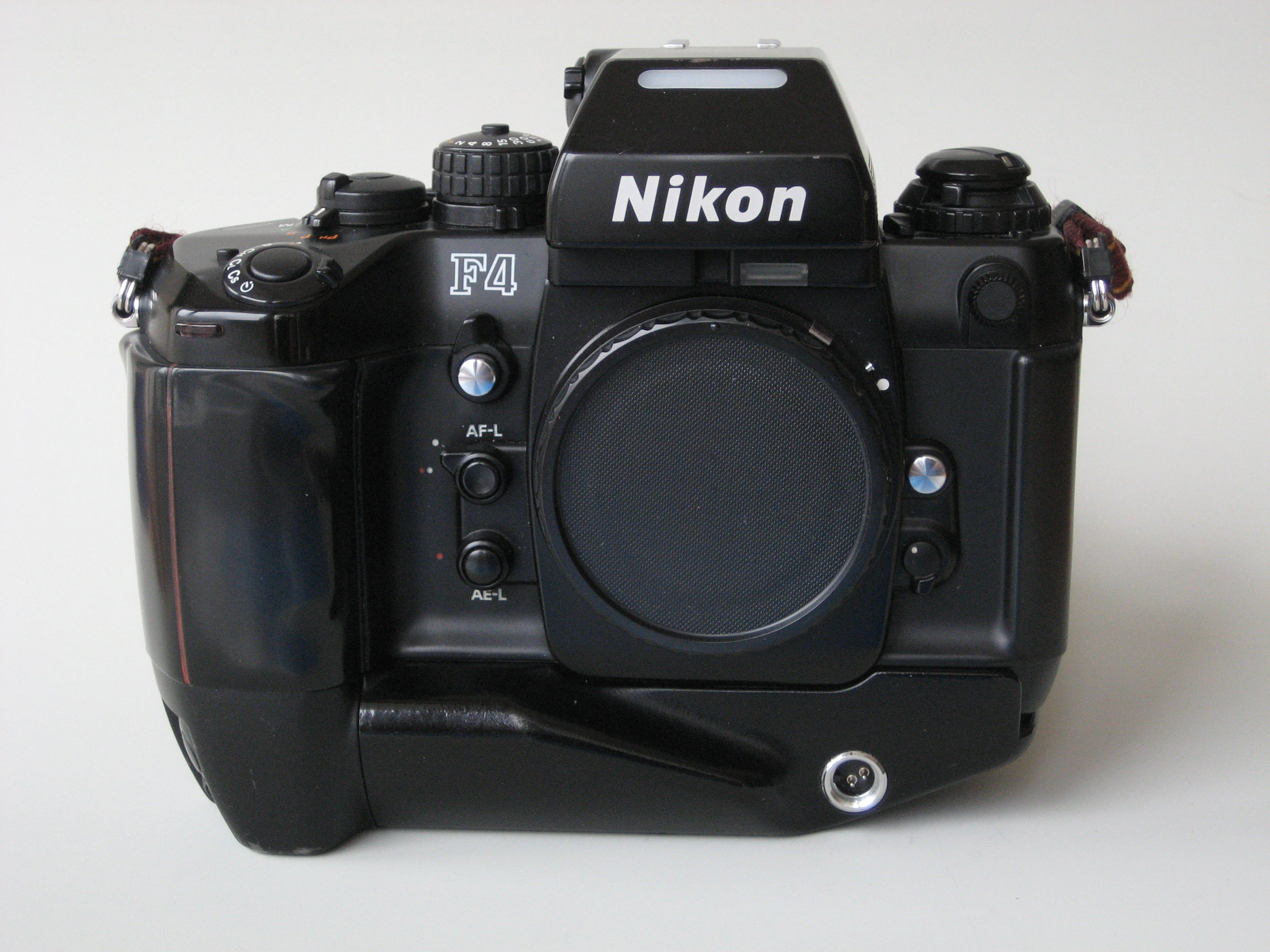
Nikon F4s – eine F4 mit angesetztem Handgriff MB-21

Die F4 wurde zusammen mit drei verschiedenen Handgriffen angeboten, die jeweils als eigene Varianten vermarktet wurden. Jede F4-Variante lässt sich jedoch durch einfachen Wechsel des Handgriffes umrüsten.
- F4: Diese Kameravariante wurde ohne Hochformatauslöser ausgeliefert, dafür bot der Handgriff vier Batterien oder Akkus des Formates AA Platz, Bezeichnung MB-20. Die Serienbildgeschwindigkeit liegt bei 4 Bildern pro Sekunde.
- F4s: Der Batteriehandgriff mit Hochformatauslöser (Bezeichnung MB-21) wurde mit dieser Kamera ausgeliefert, er bietet insgesamt sechs AA-Batterien oder -Akkus Platz. Die Serienbildgeschwindigkeit steigt auf 5,7 Bilder pro Sekunde. Die beliebteste F4-Version.
- F4E: Es ist ebenso wie bei F4s ein Batteriepack mit Hochformatauslöser bei der Kamera angesetzt, jedoch in anderer Form, Bezeichnung MB-23. Dieser nimmt spezielle Akkus auf, welche eine Serienbildgeschwindigkeit von 5,7 Bildern pro Sekunde gestatten. Diese Variante wurde vorerst nur in Japan ausgeliefert, später kam die Variante auch in Europa in die Läden.

Zusätzlich zu den drei genannten Handgriffen wurde separat noch der Handgriff MB-22 vertrieben. Dieser ist jedoch für die externe Stromversorgung eingerichtet.

## Autofokus
Im Vergleich zur semi-professionellen Nikon F-801 konnte die Autofokus-Geschwindigkeit noch einmal gesteigert werden. Der Autofokus der F4 verfügt auch über eine automatische Schärfenachführung, die bei sich auf die Kamera zu- oder wegbewegenden Objekten die Scharfstellung des Objektives so berechnet, dass die optimale Schärfe in dem Moment erreicht wird, wenn der Spiegel bereits hochgeklappt ist und der Verschlussvorhang sich bereits öffnet. Auch in Sachen Ausstattung hatte die F4 der F-801 einige Ausstattungsmerkmale voraus, dazu zählen vor allem der Wechselsucher und die Spotmessung. Allerdings wurde bald darauf die Nikon F-801s vorgestellt, die ebenfalls über Spotmessung verfügte.
Die F4 verfügt auch im Vergleich zu aktuellen Kameramodellen über einen außerordentlich schnellen und kräftigen Autofokusmotor. Dieser wurde notwendig, da zum Erscheinungszeitpunkt die reaktionsschnellen Ultraschallmotoren bei Nikon noch nicht eingeführt waren, weshalb das Fokussieren mit den damaligen Teleobjektiven sonst nur sehr langsam erfolgt wäre. Zudem ist die F4 die einzige weitere Kamera, die Objektive mit dem frühen Autofokussystem der F3AF ansteuern kann.

## Belichtungssteuerung
An Belichtungssteuerungsmodi bietet die Nikon F4:
- Programmautomatik P (nicht shiftbar)
- Highspeedprogrammautomatik Ph (nicht shiftbar)
- Zeitautomatik A
- Blendenautomatik S
- Manuelle, kreuzgekuppelte Nachführmessung M

Die einzelnen Modi werden über einen Schiebeschalter unter dem Belichtungskorrekturrad eingestellt.
Im Gegensatz zu vollelektronischen Kameras wird die Blende noch am Objektiv verstellt, die Zeit wird wie bei einer klassischen SLR am Verschlusszeitenrad (links neben dem Sucher) eingestellt. Will man mit Programmautomatik oder Blendenautomatik fotografieren, so muss man den Blendenring am Objektiv auf den kleinsten Wert (höchste Zahl) einstellen, damit die Kamera die Blendenöffnung selber freigeben kann. Sonst meldet die Kamera einen Fehler (im Sucher-LCD erscheint die Blendenangabe „ee“ = error) und der Auslöser ist blockiert.
Da am Kameragehäuse selbst keine Möglichkeit besteht, die Blende einzustellen, können die G-Nikkore ohne Blendenring nur in den Modi Programm- oder Blendenautomatik verwendet werden. Die vollelektronischen E-Nikkore können überhaupt nicht verwendet werden.

## Belichtungsmessung
In Sachen Belichtungsmessung stehen eine 5-Feld-Matrixmessung, mittenbetonte Integralmessung und Spotmessung zur Verfügung. Der Messcharakteristikwechsel erfolgt an einem Schalter auf der rechten Seite des Suchers.

## Wechselsucher
Wie bereits seit der Nikon F bekannt, bietet auch diese Kamera die Möglichkeit, den Sucher zu wechseln. Insgesamt wurden vier Wechselsucher von Nikon angeboten, wobei der Prismensucher DP-20 mit der Kamera ausgeliefert wurde. Diese Sucher passen nur auf die F4.
- Prismensucher DP-20: Serienausstattung der F4, unterstützt alle 3 Belichtungsmessmethoden. Des Weiteren hat er eine eingebaute Dioptrienkorrektur (von −3 bis +1 Dioptrie) sowie einen eingebauten Okularverschluss. Ein ISO-Mittenkontakt gehört ebenso zur Ausstattung.
- Sportsucher DA-20: Unterstützt nur Mittenbetonte Messung und Spotmessung. Dieser Sucher wurde ebenso wie der DP-20 mit einem ISO-Mittenkontakt ausgestattet.
- Lichtschachtsucher DW-20: Unterstützt nur Spotmessung. Der Sucher zeigt das Bild seitenverkehrt. Eine Lupe mit fünffacher Vergrößerung wurde eingebaut.
- Lupensucher DW-21: Lichtschachtsucher mit feststehender Lupe für sechsfache Vergrößerung, unterstützt nur Spotmessung. Konstruiert für die Mikroskop- und Reproduktionsfotografie. Um eine Anpassung an das Auge gewährleisten zu können, besitzt der Sucher eine Okularverstellung von −5 bis +3 Dioptrien.

## Sonstiges Zubehör
Neben den Suchern und Batteriehandgriffen ist auch die Rückwand gegen die Multifunktionsrückwände MF-22 und MF-23 und das Langfilmmagazin MF-24 für 250 Aufnahmen wechselbar.

## Einordnung
Mit der F4 führte Nikon 1988 im Profisegment den Autofokus ein, nachdem es vorher schon einige Versuche mit einer speziell ausgerüsteten F3 gab. Gleichzeitig kamen auch die ersten Autofokusobjektive (AF-Nikkore) auf den Markt. Im Gegensatz zu einigen seiner Mitbewerber änderte Nikon das F-Bajonett nicht, so dass an der F4 auch weiterhin alle verfügbaren Nikon-Objektive genutzt werden konnten. Konkurrent Canon stellte ein Jahr später mit der EOS-1 ebenfalls eine Profikamera vor, die der F4 in verschiedenen Bereichen, z. B. der Autofokusgeschwindigkeit, überlegen war. Im weiteren Verlauf entwickelte Canon Objektive mit Ultraschallantrieb, die einen weiteren Geschwindigkeitsvorteil hatten. Dies veranlasste viele professionelle Sportfotografen, ihre Ausrüstung auf Canon umzustellen. Im Bereich der Sportfotografie, der viele Jahre lang eine Domäne von Nikon war, gewann Canon somit die Oberhand. Erst als Nikon 1996 mit den AF-S Nikkoren ebenfalls Objektive mit Ultraschallantrieb und die F5 vorstellte, konnten wieder Marktanteile zurückgewonnen werden.
Die Nikon F4 gilt vielen Fotografen bis heute als exzellente Kamera.